# Xavier Givaudan
Pour les articles homonymes, voir Givaudan (homonymie).
Xavier Givaudan, né le 8 février 1867 à Caluire-et-Cuire (Rhône) et mort le 16 juillet 1966  à Genève (Suisse), est le fondateur de la société Givaudan et des établissements Givaudan-Lavirotte à Lyon.

## Biographie
Xavier Givaudan sort major de l’École de La Martinière de Lyon en 1882, puis est diplômé de la faculté mixte de Médecine et de Pharmacie de Lyon en 1892 et fonde en 1895 avec son frère Léon la société Givaudan dont il prend la direction lorsque ce dernier est mobilisé pour la Première Guerre mondiale. En 1916, il s'installe définitivement à Vernier, dans la banlieue genevoise.
Il est promu commandeur de la Légion d'honneur.